# Xã Clymer, Quận Tioga, Pennsylvania
Xã Clymer (tiếng Anh: Clymer Township) là một xã thuộc quận Tioga, tiểu bang Pennsylvania, Hoa Kỳ. Năm 2010, dân số của xã này là 581 người.